# Monongahela (rijeka)
Monongahela je rijeka u SAD-u, koja spajanjem s rijekom 
Allegheny oblikuje rijeku Ohio. Rijeka Monongahela duga je 206 km, nastaje ulijevanjem rijeke West Fork u rijeku Tygart Valley u Zapadnoj Virginiji, a spajanjem s rijekom Allegheny u Pittsburghu u Pennsylvaniji formira rijeku Ohio.
Značajne pritoke su rijeke Cheat i Youghiogheny.